# Mordellistena argenteola
Mordellistena argenteola là một loài bọ cánh cứng trong họ Mordellidae. Loài này được Liljeblad miêu tả khoa học năm 1945.